# Lavau-sur-Loire
Lavau-sur-Loire település Franciaországban, Loire-Atlantique megyében. Lakosainak száma 769 fő (2022. január 1.). Lavau-sur-Loire Savenay, Bouée, La Chapelle-Launay és Frossay községekkel határos.

## Népesség
A település népességének változása:
| Lakosok száma | 461  | 555  | 637  | 733  | 750  | 761  | 767  | 772  | 771  | 769  |
|               | 1968 | 1982 | 1990 | 2006 | 2013 | 2015 | 2017 | 2019 | 2020 | 2022 |